# Ballon d'Alsace
Ballon d'Alsace er et bjerg på grænsen mellem Alsace, Lorraine og Franche-Comté. Fra toppen kan man se Vogeserne, Rhindalen og Schwarzwald. Bjergets top er beliggende i 1.247 m.o.h og har en primærfaktor på 211 meter. En vej passerer nær toppen i en højde af 1.173 meter over havet

## Ballon d'Alsace i Tour d'France
Ballon d'Alsace er kendt for at have haft den første officielle bjergetape i Tour de France. Det skete den 10. juli 1905, hvor etapen blev vundet af René Pottier.  Præcis hundrede år efter den første etape på bjerget blev niende etape af Tour de France 2005 afviklet også på Ballon d'Or. Etapen i 2005 blev vundet af den danske cykelrytter Michael Rasmussen, der kom først over stigningen på bjerget.